# Liste der Wappen im Kreis Schleswig-Flensburg
Diese Liste zeigt die Wappen des Kreises Schleswig-Flensburg (Schleswig-Holstein) mit seinen Städten, Gemeinden und Ämtern.

## Kreiswappen

Karte Schleswig-Flensburg, Schleswig-Holstein
Kreiswappen Schleswig-Flensburg[1]

## Amtsfreie Städte und Gemeinden

Glücksburg (Ostsee)[2], Stadt
Handewitt[3]
Harrislee
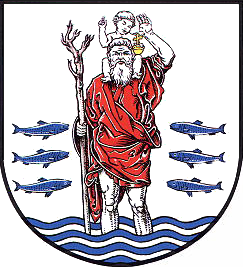
Kappeln[4], Stadt
Schleswig[5], Stadt

## Ämter

### Amt Arensharde

Bollingstedt
Ellingstedt
Hollingstedt
Hüsby
Jübek
Lürschau
Silberstedt
Schuby
Treia

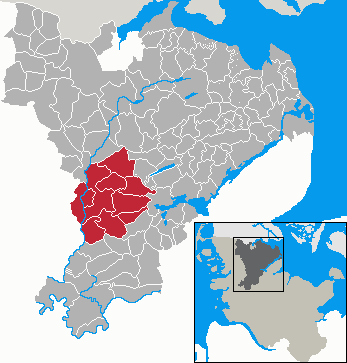
Lage des Amtes
Wappen Amt Arensharde[6]

- Bollingstedt[7]
- Ellingstedt[8]
- Hollingstedt[9]
- Hüsby[10]
- Jübek[11]
- Lürschau[12]
- Silberstedt[13]
- Schuby[14]
- Treia[15]

### Amt Eggebek

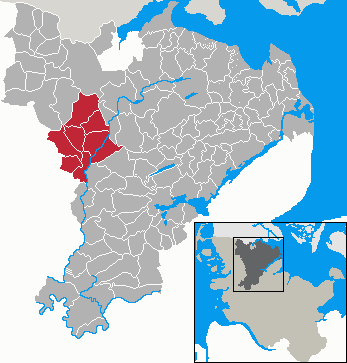
Lage des Amtes
Das Amt führt kein Wappen

Eggebek
Janneby
Jerrishoe
Jörl
Langstedt
Sollerup
Süderhackstedt
Wanderup

- Eggebek[16]
- Janneby[17]
- Jerrishoe[18]
- Jörl[19]
- Langstedt[20]
- Sollerup[21]
- Süderhackstedt[22]
- Wanderup[23]

### Amt Geltinger Bucht

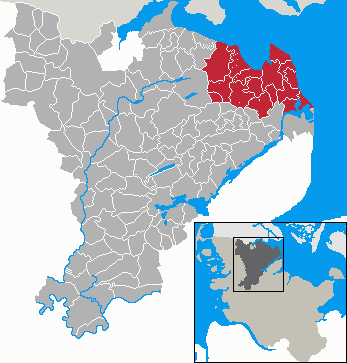
Lage des Amtes
Wappen Amt Geltinger Bucht[24]

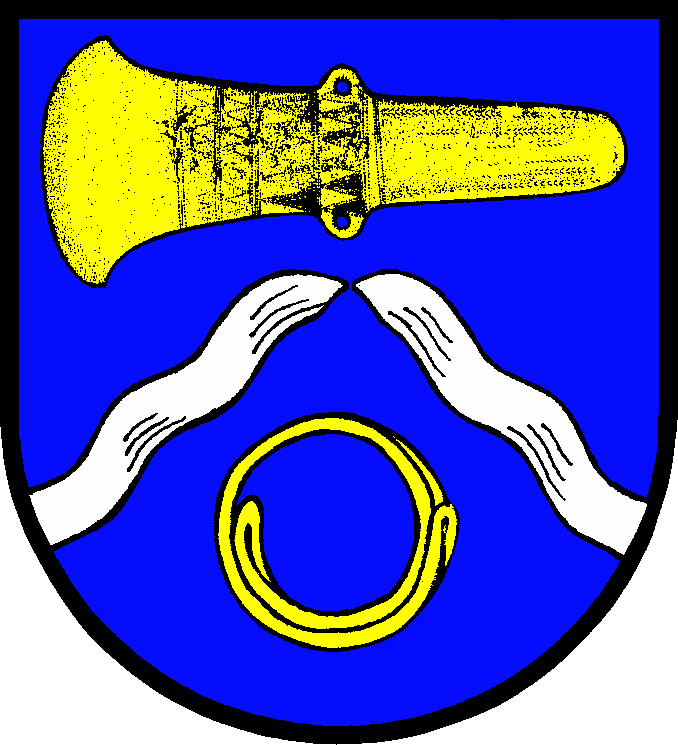
Ahneby
Esgrus
Gelting
Hasselberg
Kronsgaard
Maasholm
Nieby
Niesgrau
Pommerby
Rabel
Rabenholz
Stangheck
Steinberg
Steinbergkirche
Sterup
Stoltebüll

- Ahneby[25]
- Esgrus[26]
- Gelting[27]
- Hasselberg[28]
- Kronsgaard[29]
- Maasholm[30]
- Nieby[31]
- Niesgrau[32]
- Pommerby[33]
- Rabel[34]
- Rabenholz[35]
- Stangheck[36]
- Steinberg[37]
- Steinbergkirche[38]
- Sterup[39]
- Stoltebüll[40]

### Amt Haddeby

Borgwedel
Busdorf
Dannewerk
Fahrdorf
Geltorf
Jagel
Lottorf
Selk

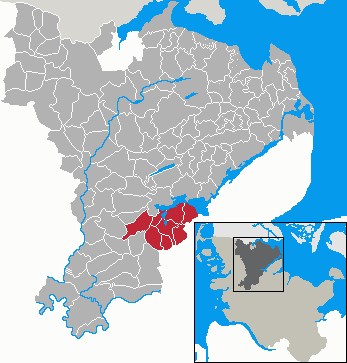
Lage des Amtes
Wappen Amt Haddeby[41]

- Borgwedel[42]
- Busdorf[43]
- Dannewerk[44]
- Fahrdorf[45]
- Geltorf[46]
- Jagel[47]
- Lottorf[48]
- Selk[49]

### Amt Hürup

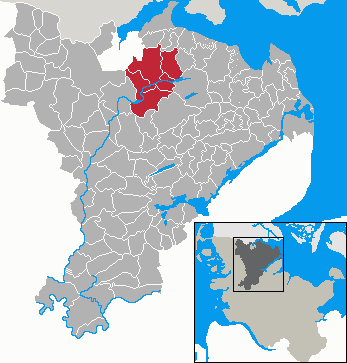
Lage des Amtes
Das Amt führt kein Wappen

Ausacker
Freienwill
Großsolt
Hürup
Husby

- Ausacker[50]
- Freienwill[51]
- Großsolt[52]
- Hürup[53]
- Husby[54]

### Amt Kappeln-Land

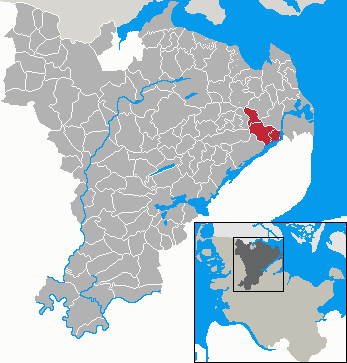
Lage des Amtes
Das Amt führt kein Wappen

Arnis[55], Stadt
Grödersby[56]
Oersberg[57]
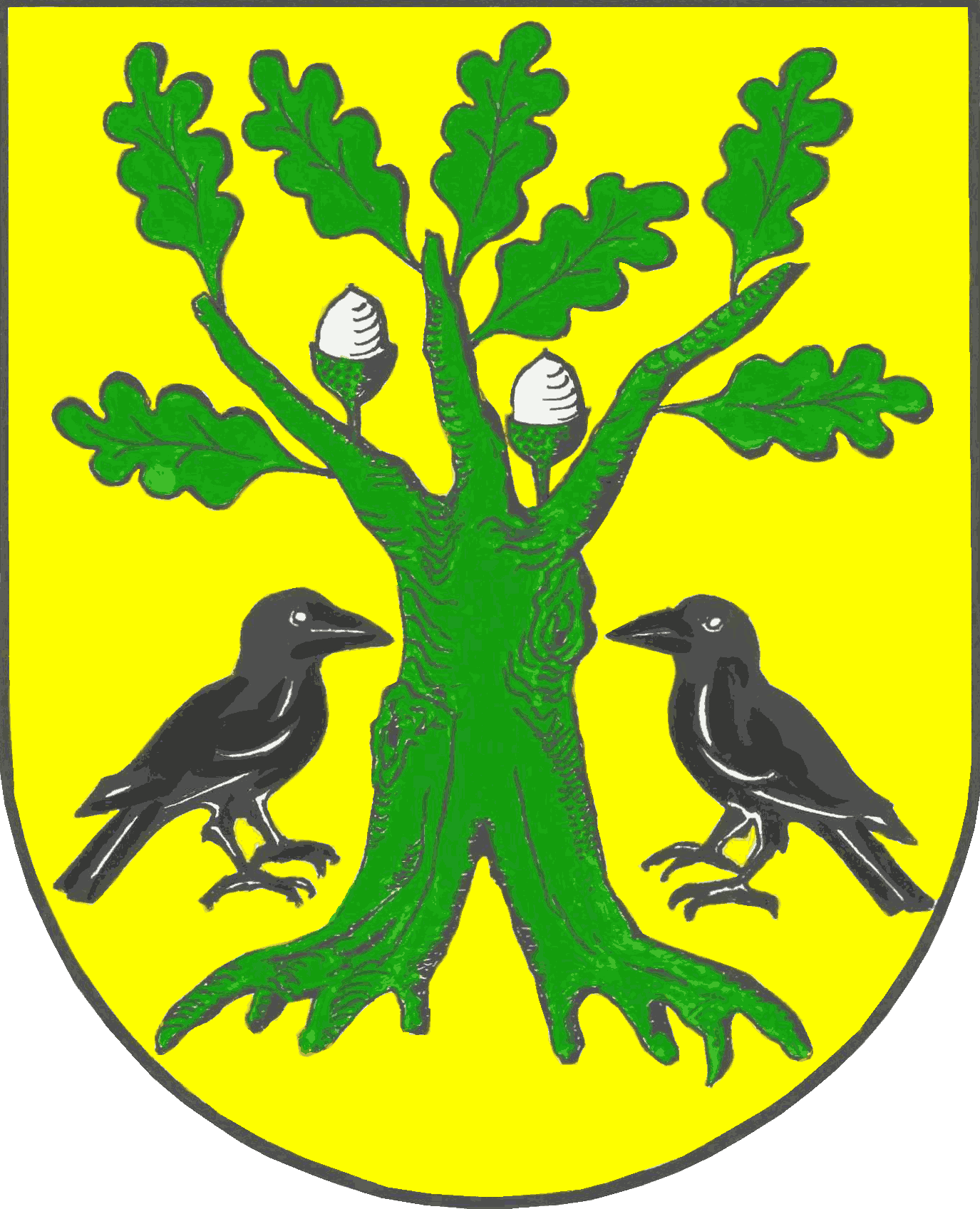
Rabenkirchen-Faulück

### Amt Kropp-Stapelholm

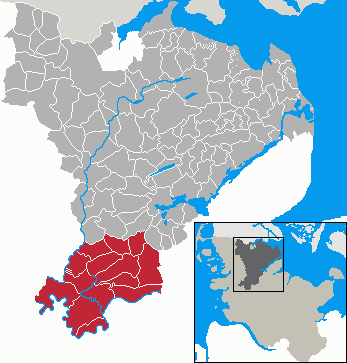
Lage des Amtes
Wappen Amt Kropp-Stapelholm[59]

Alt Bennebek[60]
Bergenhusen[61]
Börm[62]
Dörpstedt[63]
Erfde[64]
Groß Rheide[65]
Klein Bennebek[66]
Klein Rheide[67]
Kropp[68]
Meggerdorf[69]
Stapel[70]
Tetenhusen[71]
Tielen[72]
Wohlde[73]

### Amt Langballig

Dollerup
Grundhof
Langballig
Munkbrarup
Ringsberg
Wees
Westerholz

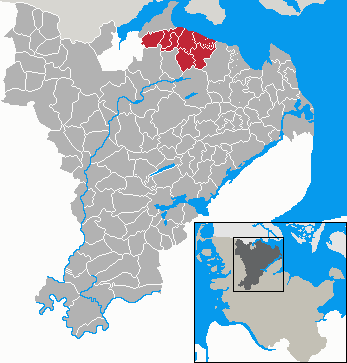
Lage des Amtes
Wappen Amt Langballig[74]

- Dollerup[75]
- Grundhof[76]
- Langballig[77]
- Munkbrarup[78]
- Ringsberg[79]
- Wees[80]
- Westerholz[81]

### Amt Mittelangeln

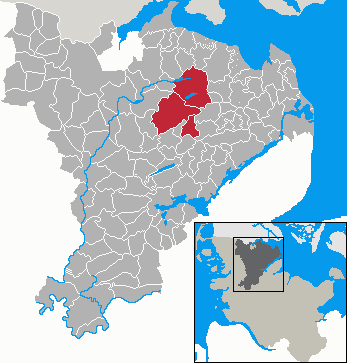
Lage des Amtes
Wappen Amt Mittelangeln[82]

Mittelangeln[83]
Schnarup-Thumby
Sörup[84]

### Amt Oeversee

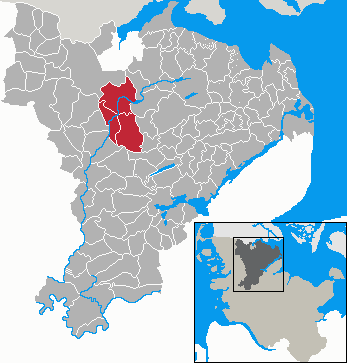
Lage des Amtes
Das Amt führt kein Wappen

Oeversee
Sieverstedt
Tarp

- Oeversee[85]
- Sieverstedt[86]
- Tarp[87]

### Amt Schafflund

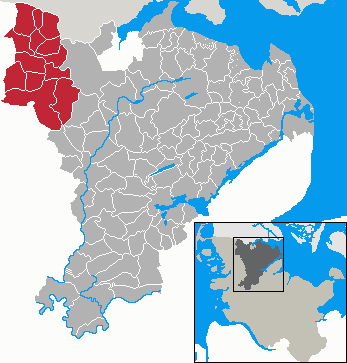
Lage des Amtes
Das Amt führt kein Wappen

Böxlund
Großenwiehe
Holt
Hörup
Jardelund
Lindewitt
Medelby
Meyn
Nordhackstedt
Osterby
Schafflund
Wallsbüll
Weesby

- Böxlund[88]
- Großenwiehe[89]
- Holt[90]
- Hörup[91]
- Jardelund[92]
- Lindewitt[93]
- Medelby[94]
- Meyn[95]
- Nordhackstedt[96]
- Osterby[97]
- Schafflund[98]
- Wallsbüll[99]
- Weesby[100]

### Amt Südangeln

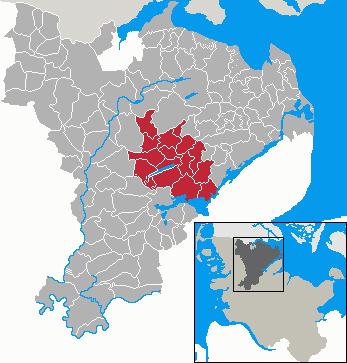
Lage des Amtes
Das Amt führt kein Wappen

Böklund[101]
Brodersby-Goltoft[102]
Havetoft[103]
Idstedt[104]
Klappholz[105]
Neuberend[106]
Nübel[107]
Schaalby[108]
Stolk[109]
Struxdorf[110]
Süderfahrenstedt[111]
Taarstedt[112]
Tolk[113]
Twedt[114]
Uelsby[115]

### Amt Süderbrarup

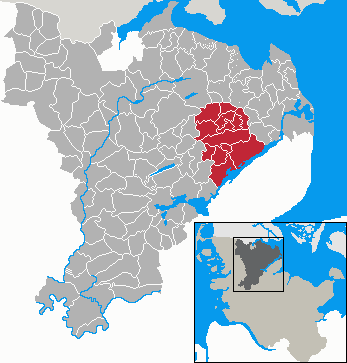
Lage des Amtes
Wappen Amt Süderbrarup[116]

Böel[117]
Boren[118]
Loit[119]
Mohrkirch[120]
Norderbrarup[121]
Nottfeld
Rügge[122]
Saustrup
Scheggerott
Steinfeld[123]
Süderbrarup[124]
Ulsnis[125]
Wagersrott[126]

## Ehemalige Ämter

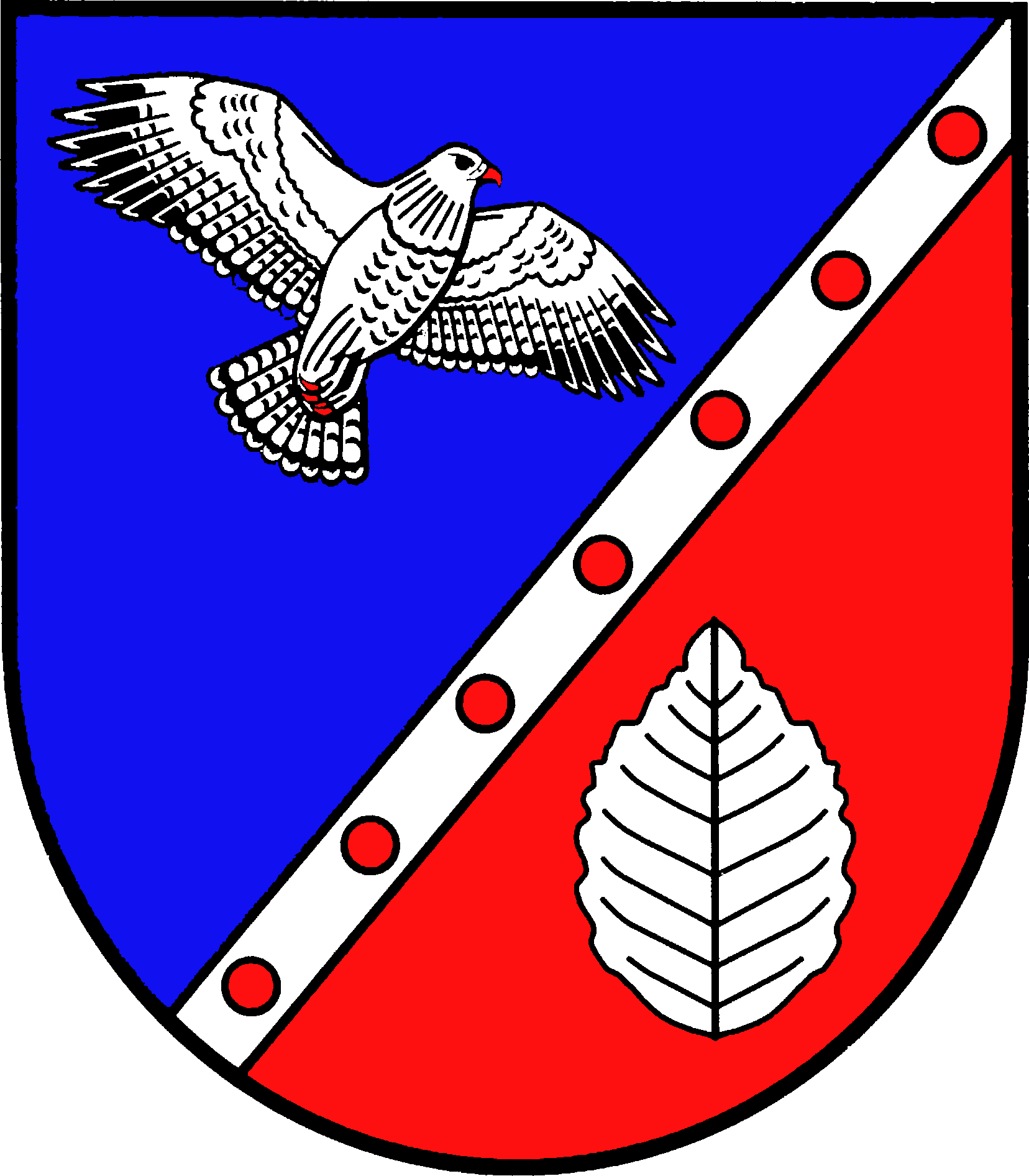
Amt Böklund
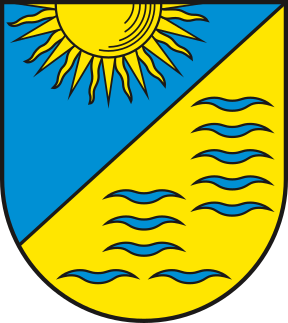
Amt Gelting
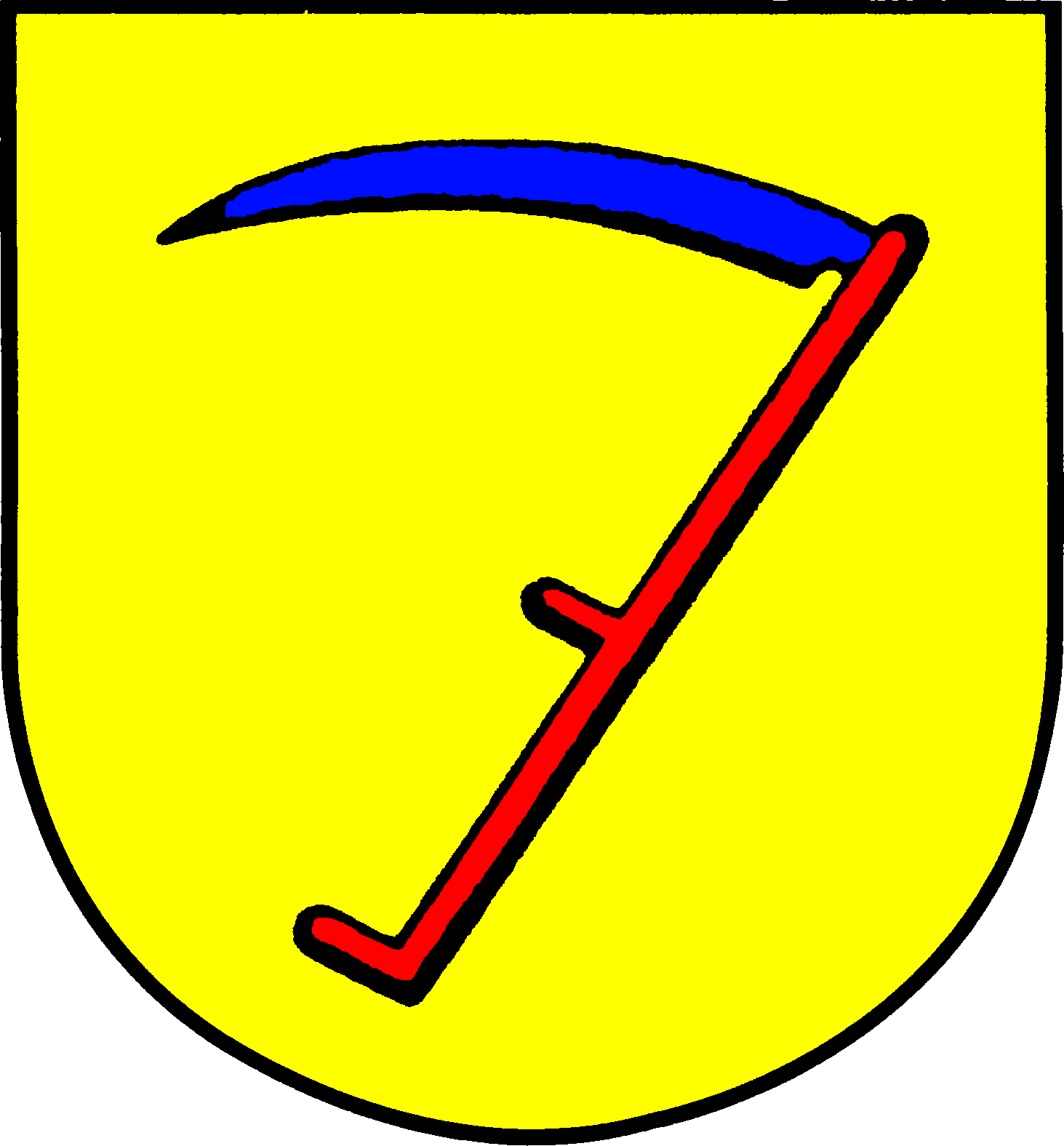
Amt Satrup
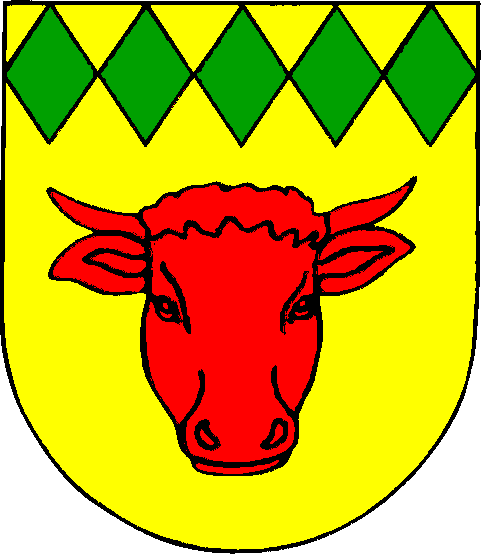
Amt Schuby
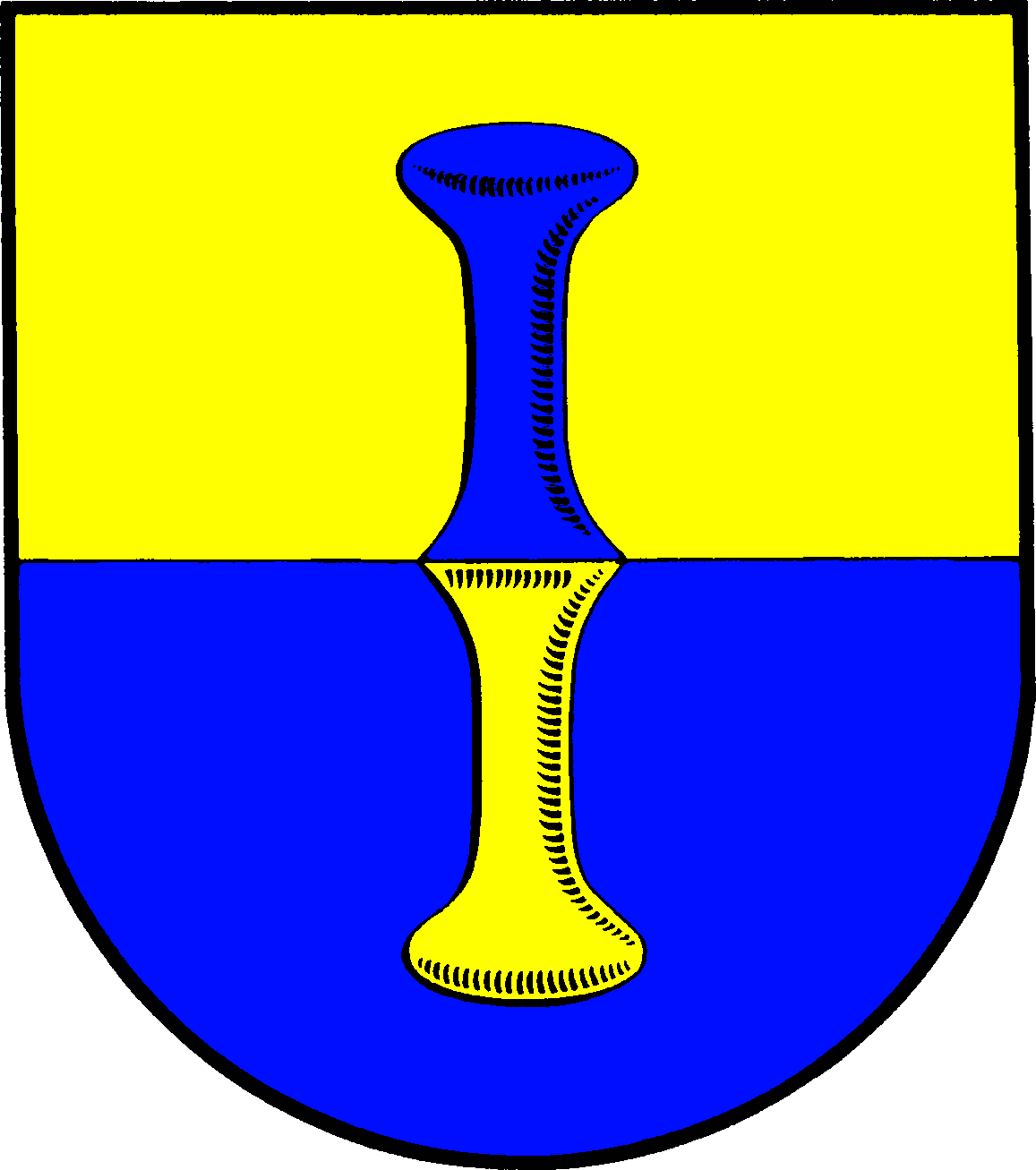
Amt Stapelholm

## Ehemalige Gemeinden

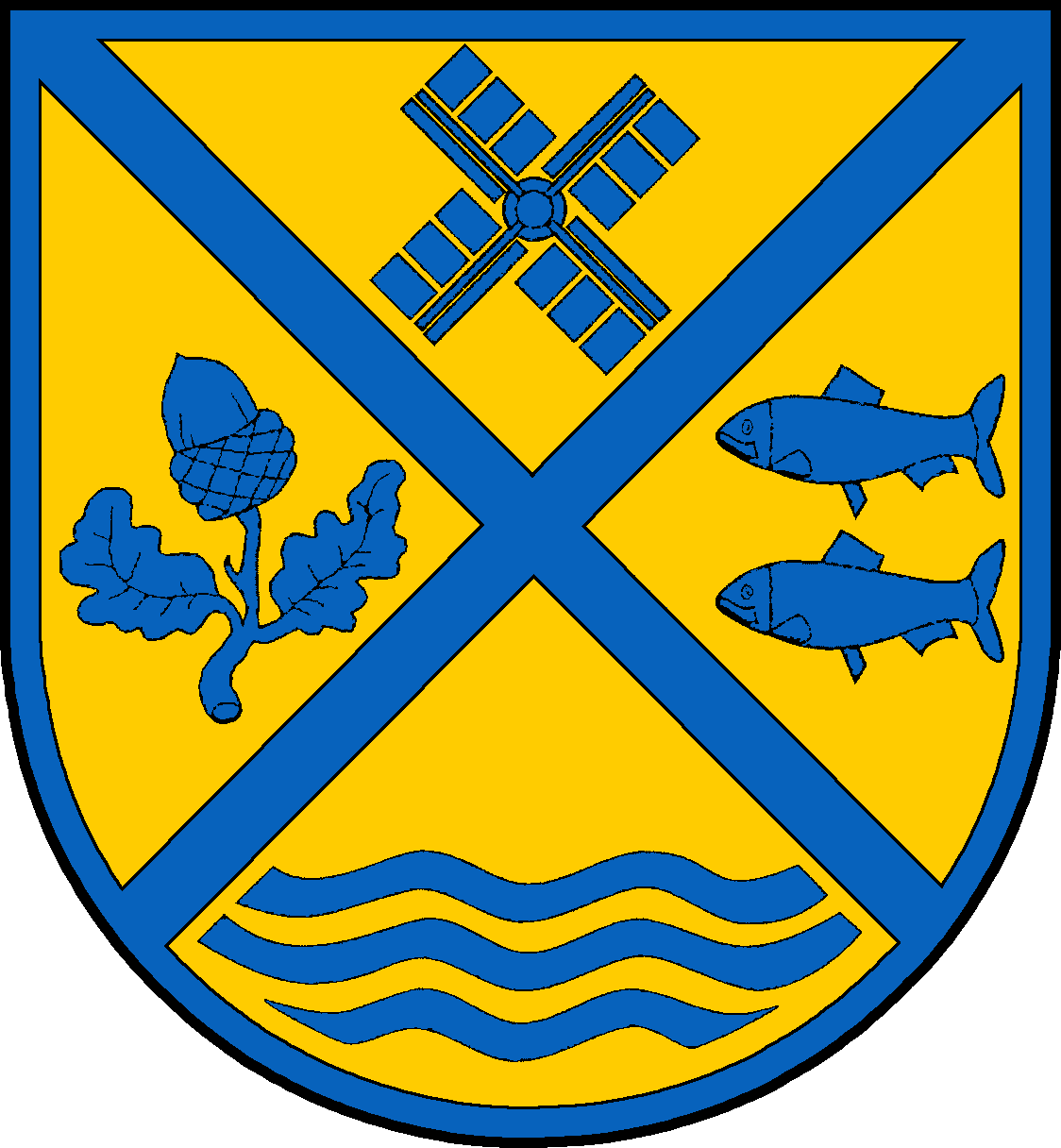
Boren[132] (bis 28. Februar 2013)
Brebel[133]
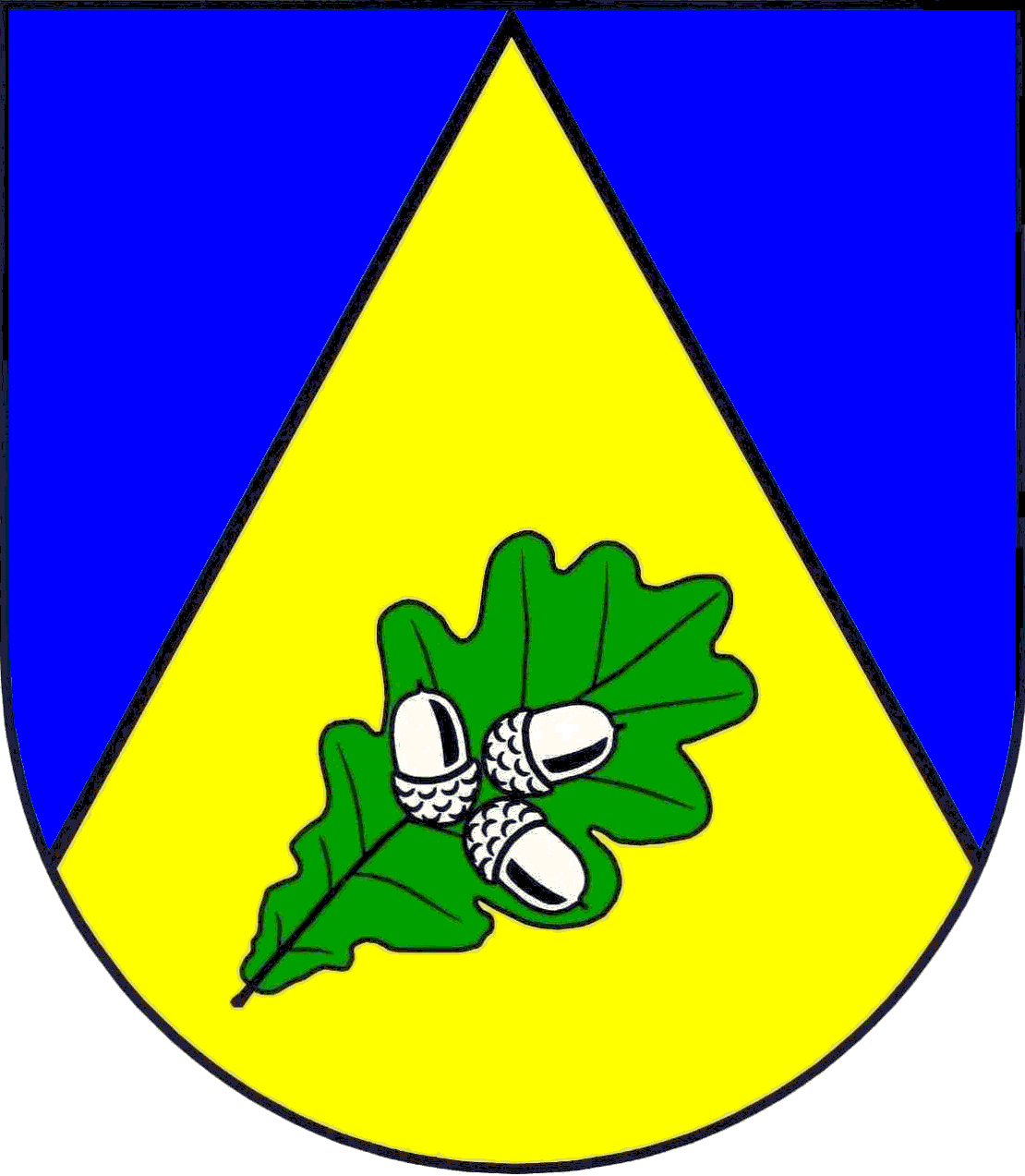
Ekenis
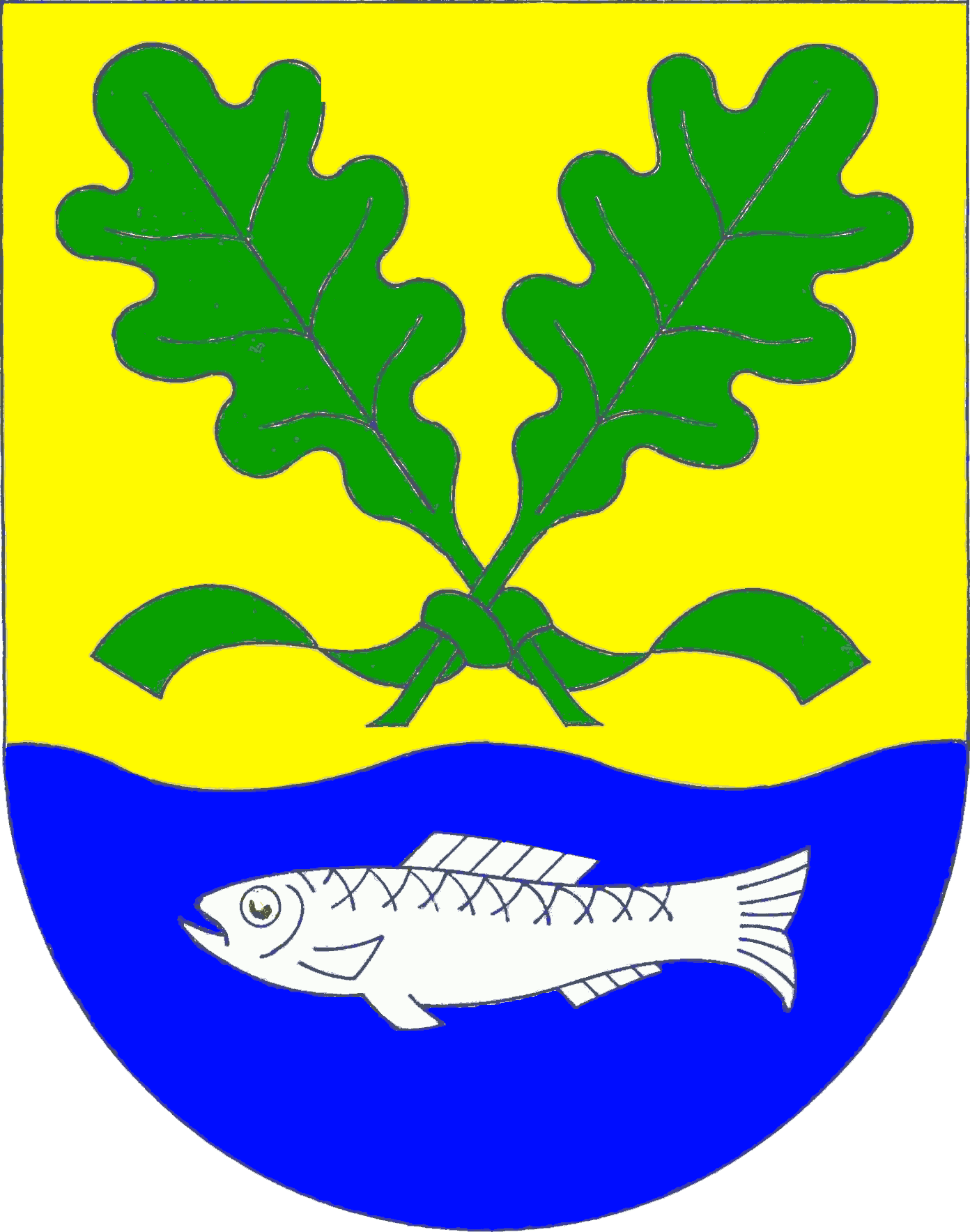
Goltoft
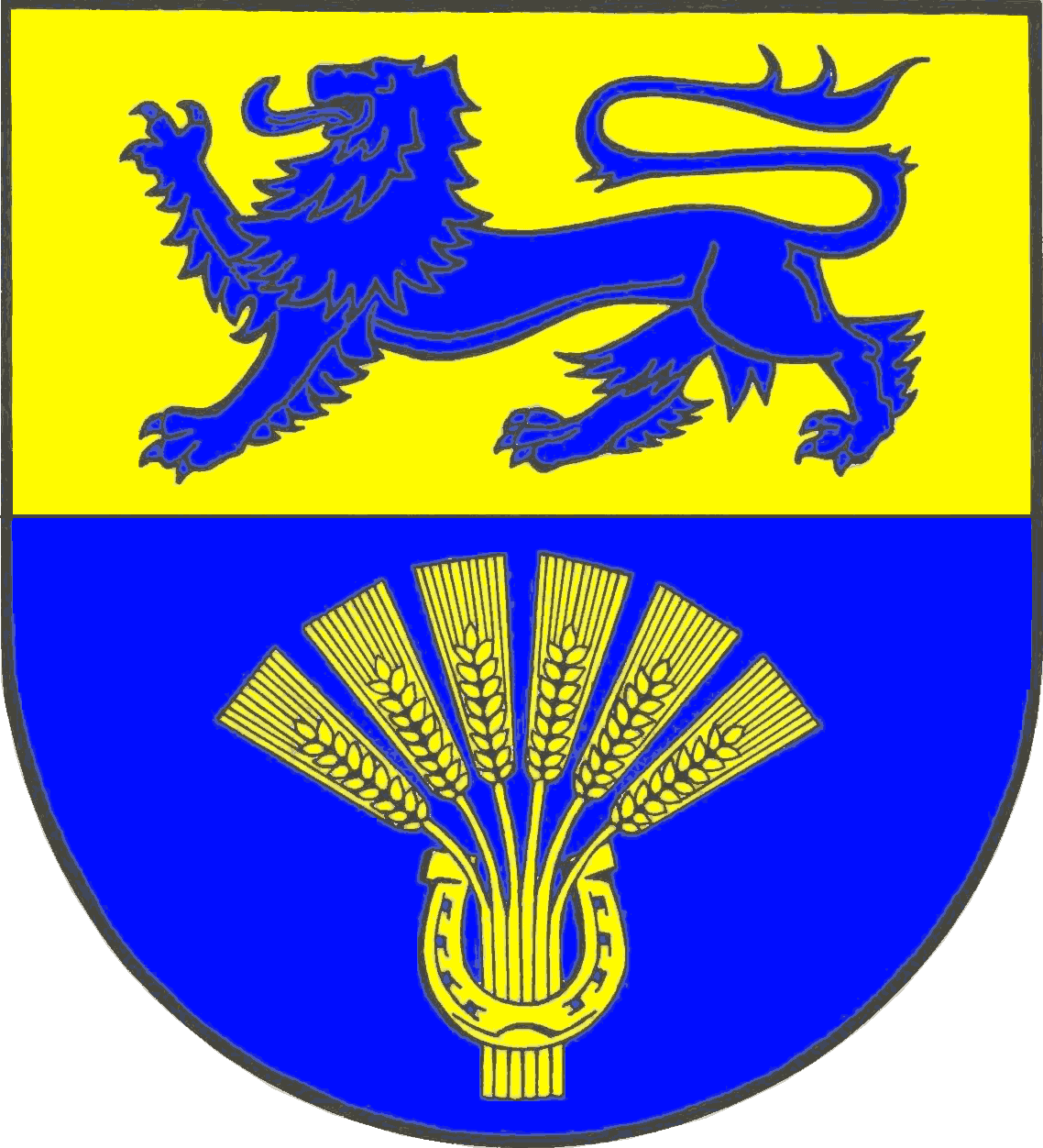
Handewitt[136] (bis 29. Februar 2008)
Havetoftloit[137]
Hürup[138] (bis 28. Februar 2023)
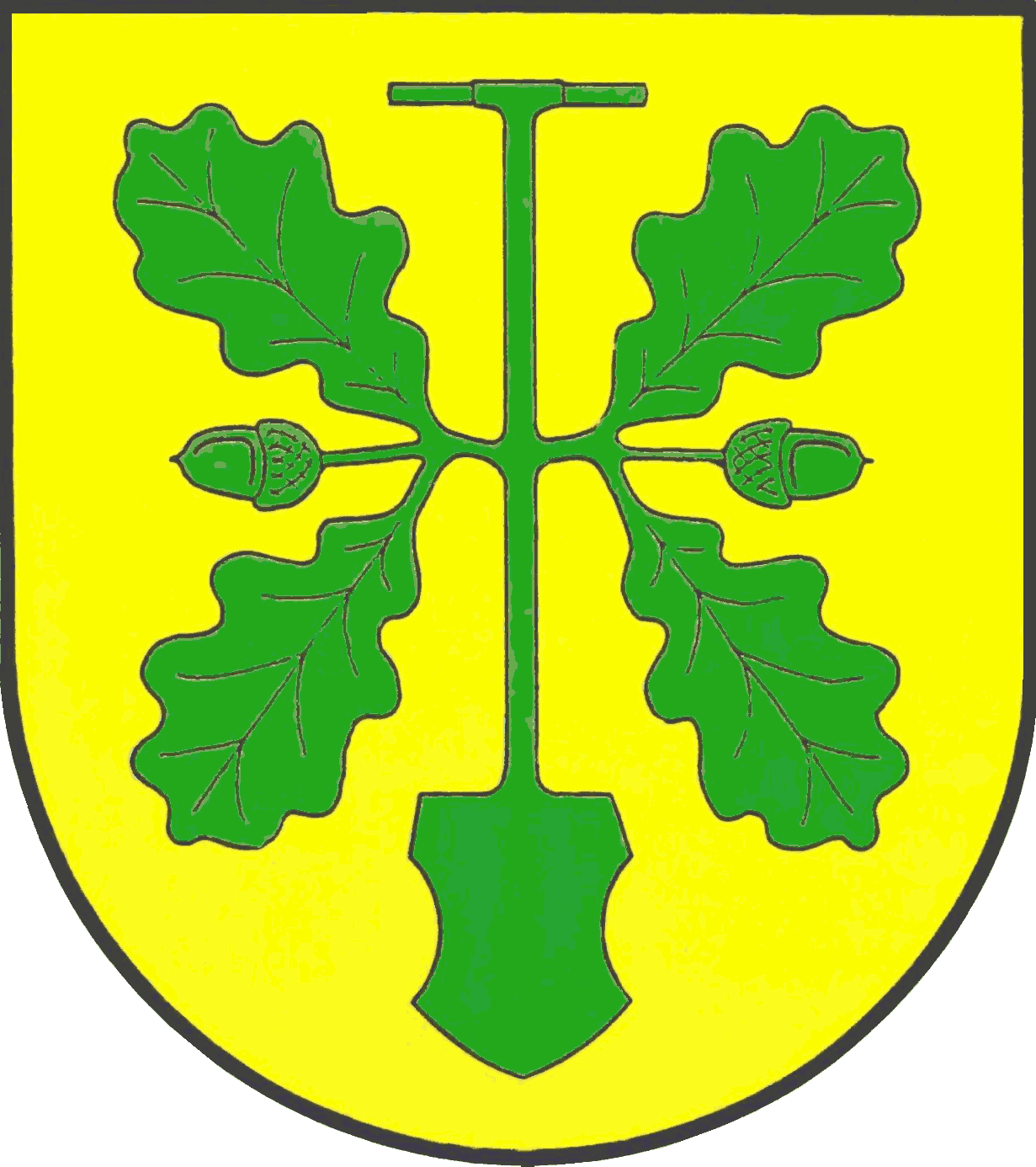
Jarplund-Weding
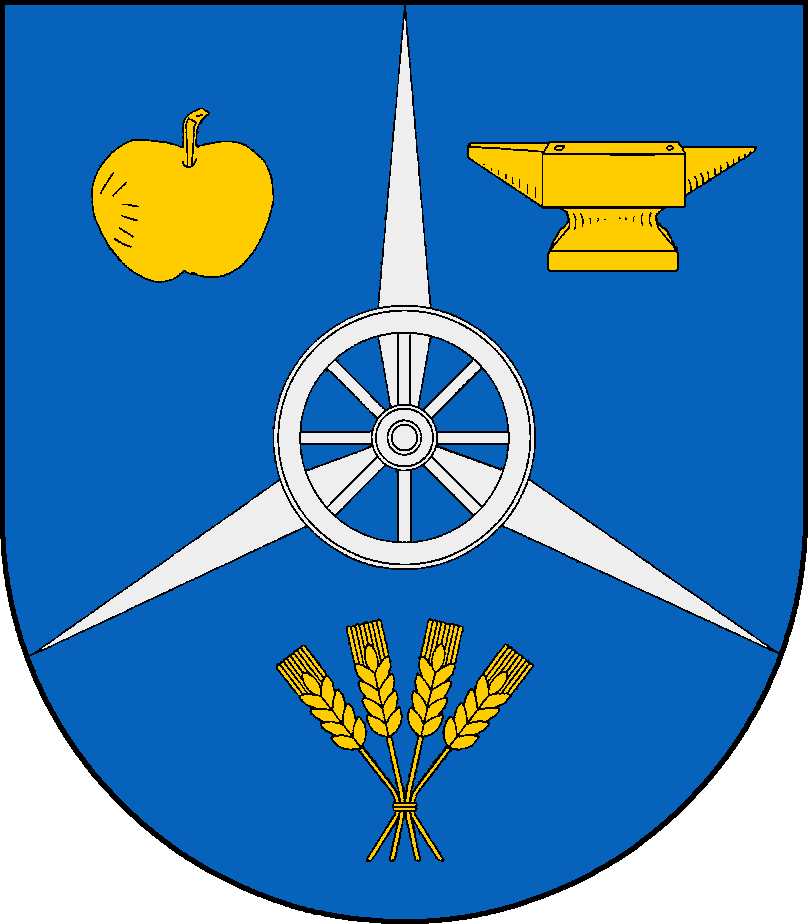
Kiesby
Maasbüll[141]
Norderstapel[142]
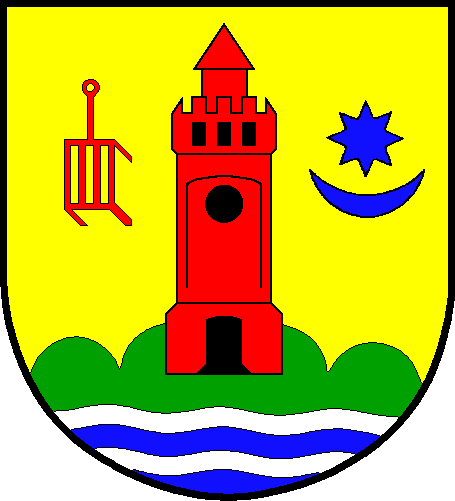
Quern
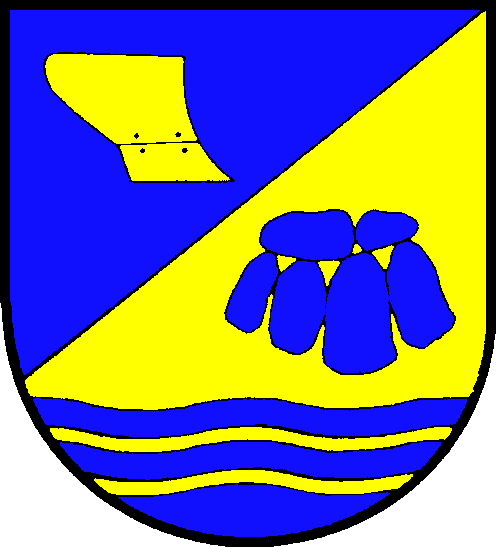
Sankelmark
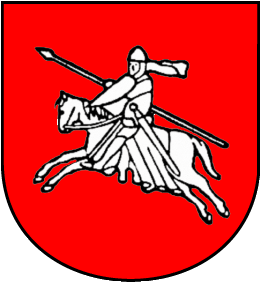
Satrup
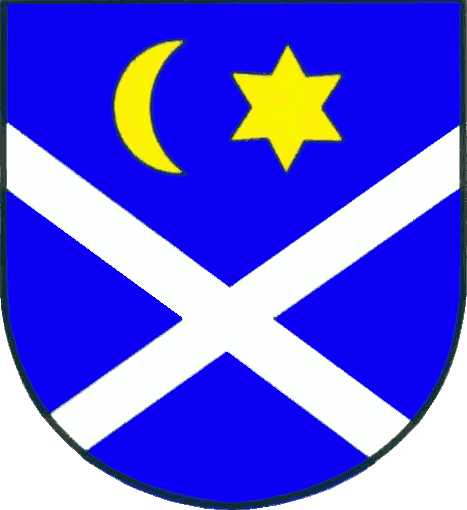
Steinbergkirche[146] (bis 28. Februar 2013)
Süderstapel[147]
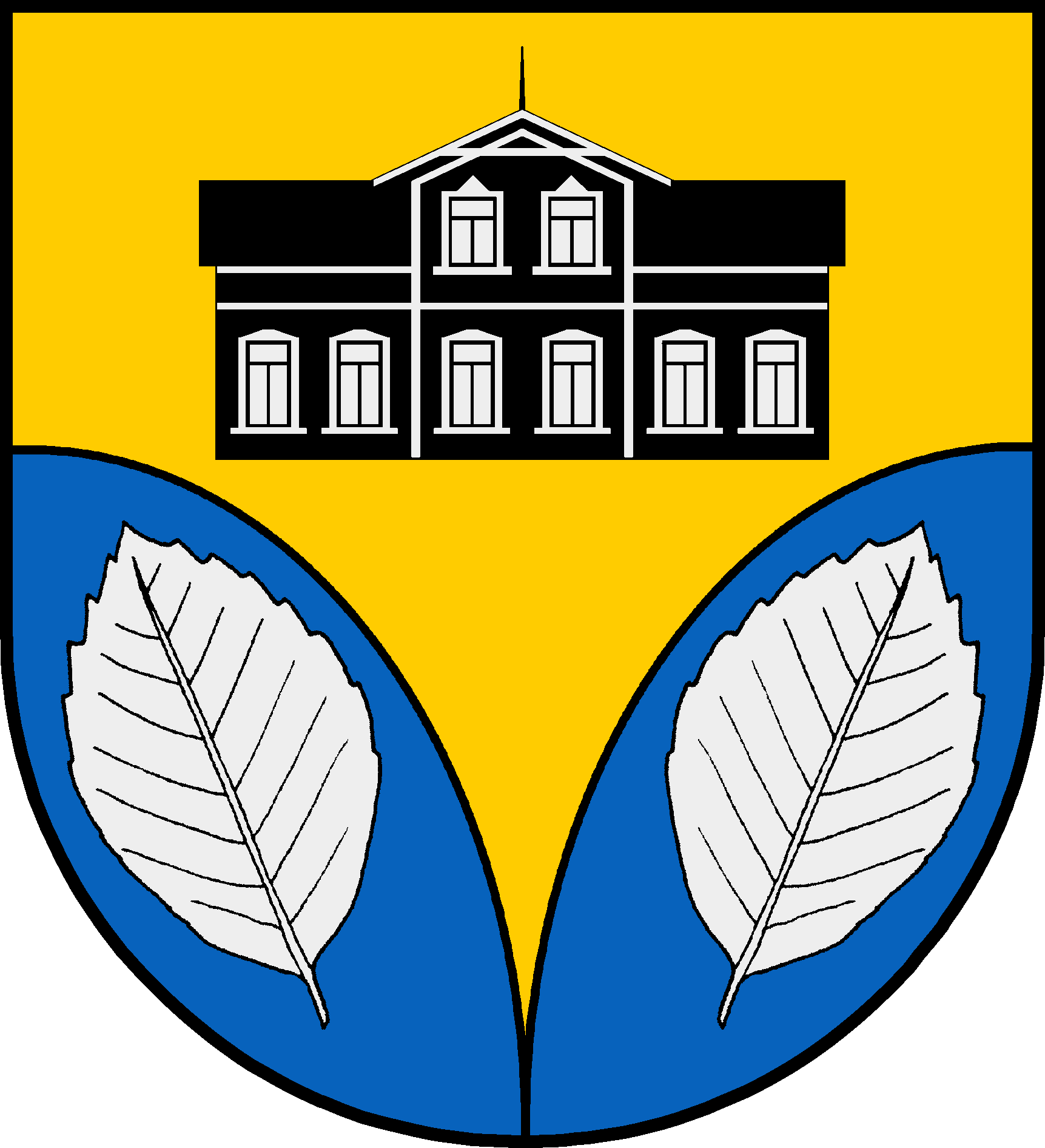
Tastrup

## Blasonierungen
1. ↑  Kreis Schleswig-Flensburg: „Über blauem, mit zwei silbernen Wellenfäden belegtem Wellenschildfuß von Blau und Gold schräglinks geteilt mit zwei schreitenden, rot bewehrten Löwen in verwechselten Farben.“ (Kommunale Wappenrolle Schleswig-Holstein)
2. ↑  Glücksburg (Ostsee): „In Gold ein senkrecht gestellter roter Rost mit dem Griff nach unten.“ (Kommunale Wappenrolle Schleswig-Holstein)
3. ↑  Handewitt: „Von Gold und Grün erhöht geteilt. Oben ein schreitender rot bewehrter, silbern bezahnter blauer Löwe, unten ein aus acht nach außen gestellten Blättern geflochtener goldener Eichenkranz.“ (Kommunale Wappenrolle Schleswig-Holstein)
4. ↑  Kappeln: „In Silber, beiderseits begleitet von je drei blauen, zueinander gekehrten Heringen, der heilige Christophorus in Vorderansicht, barhaupt, mit rotem Mantel und silbernem Bart, die nackten Beine in abwechselnd blauen und silbernen Wellen verschwindend, in der rechten Hand einen astförmigen, naturfarbenen Stab, mit der linken den Jesusknaben, der die rechte Hand segnend erhebt und mit der linken die Weltkugel in Gold auf seinem linken Knie umfasst, auf seinen Schultern haltend.“ (Kommunale Wappenrolle Schleswig-Holstein)
5. ↑  Schleswig: „In Blau über blauen und silbernen Wellen auf torloser goldener Zinnenmauer ein goldener Zinnenturm, den eine zugewendete goldene Mondsichel und ein sechsstrahliger goldener Stern begleiten.“ (Kommunale Wappenrolle Schleswig-Holstein)
6. ↑  Amt Arensharde: „Von Grün und Gold geteilt. Oben sechs goldene Kornähren, unten drei grüne Wecken.“ (Kommunale Wappenrolle Schleswig-Holstein)
7. ↑  Bollingstedt: „Gesenkt geteilt von Gold und Blau. Oben drei aufrechte grüne Eichenblätter nebeneinander, das mittlere mit zwei Eicheln, unten an der Teilung ein unterhalbes, achtspeichiges silbernes Mühlrad.“ (Kommunale Wappenrolle Schleswig-Holstein)
8. ↑  Ellingstedt: „Geteilt von Gold und Blau. Oben ein grünes Erlenblatt zwischen einem grünen Fruchtstand rechts und einem grünen Blütenstand links, unten eine schreitende silberne Ente mit goldenem Schnabel und roten Füßen.“ (Kommunale Wappenrolle Schleswig-Holstein)
9. ↑  Hollingstedt: „In Gold ein blauer Schrägwellenbalken, begleitet oben von einem schreitenden Storch in natürlichen Farben, unten von einem schwarzen wikingerzeitlichen Schiff mit gerefftem roten Segel.“ (Kommunale Wappenrolle Schleswig-Holstein)
10. ↑  Hüsby: „Von Silber und Grün schräglinks geteilt, in verwechselten Farben oben eine altertümliche Eiche, unten ein Steingrab mit offener Vorder- und geschlossener Rückseite.“ (Kommunale Wappenrolle Schleswig-Holstein)
11. ↑  Jübek: „Geteilt von Gold und Blau. Oben ein schräglinker Wellenbalken, unten ein Lokomotivrad in verwechselten Farben.“ (Kommunale Wappenrolle Schleswig-Holstein)
12. ↑  Lürschau: „In Blau ein wachsender goldener Bischofsstab, eingeschlossen von einem wachsenden goldenen Holztor.“ (Kommunale Wappenrolle Schleswig-Holstein)
13. ↑  Silberstedt: „In Grün ein silberner Wellenbalken, begleitet oben von fünf goldenen Ähren nebeneinander, unten von zwei schräg gekreuzten silbernen Eichenblättern.“ (Kommunale Wappenrolle Schleswig-Holstein)
14. ↑  Schuby: „Unter silbernem Schildhaupt in Grün eine scheibenförmige Fibel mit blauem Mittelfeld, breitem goldenen Rand und vier mit ihrem Scheitel dem Mittelpunkt zugewendeten goldenen Bögen; oberhalb und unterhalb der Teilungslinie fünf Eichenblätter, die beiden äußeren gestürzt, in verwechselten Farben.“ (Kommunale Wappenrolle Schleswig-Holstein)
15. ↑  Treia: „In Gold ein blauer Wellenpfahl, überdeckt mit einem in der Mitte beidseitig eingekerbten schwarzen Balken. Rechts oben ein schwebender roter Zinnenbalken, links unten ein grünes Eichenblatt.“ (Kommunale Wappenrolle Schleswig-Holstein)
16. ↑  Eggebek: „In Gold ein bewurzelter grüner Eichbaum mit silbernen Früchten, dessen Stamm mit einem gesenkten, durchgehenden blauen Wellenbalken unterlegt ist.“ (Kommunale Wappenrolle Schleswig-Holstein)
17. ↑  Janneby: „Unter einem schmalen, viermal gespaltenen rot-weißen Schildhaupt von Gold und Grün schräglinks im Wellenschnitt geteilt. Darin oben ein schräglinks gestelltes grünes Eichenblatt mit zwei Eicheln, unten eine goldene Sumpfdotterblüte.“ (Kommunale Wappenrolle Schleswig-Holstein)
18. ↑  Jerrishoe: „Von Blau und Gold schräglinks geteilt. Oben ein linksgewendeter silberner Amboss, unten ein aus vier Blättern und einem Fruchtstand bestehender grüner Eichenzweig.“ (Kommunale Wappenrolle Schleswig-Holstein)
19. ↑  Jörl: „In Gold ein dreiteiliger grüner Wacholderzweig mit sieben schwarzen Früchten (Beeren).“ (Kommunale Wappenrolle Schleswig-Holstein)
20. ↑  Langstedt: „In Gold zwischen zwei grünen Ulmenblättern ein schwarzer Maueranker, bestehend aus einem Stab, der oben und unten in einer heraldischen Lilie, die untere gestürzt, endet und dem beiderseits ein oben in eine auswärts, unten einwärts gekehrte Spirale auslaufendes Bandeisen angeschmiedet ist. Die oberen Spiralen sind mehrfach drehend.“ (Kommunale Wappenrolle Schleswig-Holstein)
21. ↑  Sollerup: „In Grün eine gesenkte goldene Wellendeichsel, bedeckt mit einem sechsmal von Silber und Rot gespalteten gesenkten Bogenbalken zum Schildhaupt, darüber ein aufrechtes goldenes Schwert, überdeckt von einem goldenen Mühlrad.“ (Kommunale Wappenrolle Schleswig-Holstein)
22. ↑  Süderhackstedt: „Von Silber und Grün geteilt. In verwechselten Farben oben zwei auswärts geneigte Eichenblätter, unten der Schnitt durch einen Rennfeuerofen, der im Innern eine rote Flamme aufweist.“ (Kommunale Wappenrolle Schleswig-Holstein)
23. ↑  Wanderup: „Geteilt von Gold und Grün. Oben eine stehende schwarzbunte Kuh, unten eine goldene Kette von acht Gliedern.“ (Kommunale Wappenrolle Schleswig-Holstein)
24. ↑  Amt Geltinger Bucht: „Von Blau und Gold schräglinks geteilt. Oben eine strahlende goldene Halbsonne, unten eine abnehmende blaue Mondsichel, begleitet von einem achtzackigen blauen Stern.“ (Kommunale Wappenrolle Schleswig-Holstein)
25. ↑  Ahneby: „In Blau unter einem goldenen Bronzebeil ein abgesenkter, oben durchbrochener und endgespitzter Wellensparren, darunter ein goldenes Spiralarmband.“ (Kommunale Wappenrolle Schleswig-Holstein)
26. ↑  Esgrus: „Unter blauem Schildhaupt, darin nebeneinander ein abnehmender silberner Mond und ein sechsstrahliger silberner Stern, in Gold eine bewurzelte grüne Esche.“ (Kommunale Wappenrolle Schleswig-Holstein)
27. ↑  Gelting: „In Blau unter einer strahlenden goldenen Halbsonne ein goldener Pflug mit silbernem Pflugeisen.“ (Kommunale Wappenrolle Schleswig-Holstein)
28. ↑  Hasselberg: „In Gold über blau-silbernen Wellen auf grünem Hügel ein grüner Haselstrauch, dessen aus drei Früchten zusammengesetzter Fruchtstand silberne Nüsse aufweist.“ (Kommunale Wappenrolle Schleswig-Holstein)
29. ↑  Kronsgaard: „In Blau eine goldene Krone über einem silbernen Kreuz, dessen Querholz in Nagelspitzen und dessen Langholz oben in einem Ring mit Öse und unten in einer Kugel endet.“ (Kommunale Wappenrolle Schleswig-Holstein)
30. ↑  Maasholm: „Geteilt von Silber und Blau, darauf ein gestürzter Elker in verwechselten Farben, oben begleitet von dem blauen Steuerrad eines Schiffes rechts und drei blauen, mit den Köpfen im Dreipass aneinandergestellten Fischen links.“ (Kommunale Wappenrolle Schleswig-Holstein)
31. ↑  Nieby: „In Blau über goldenem Winkelschildfuß, darin ein mittenausgebrochenes blaues Schragenkreuz, vorn übereinander vier stilisierte silberne Möwen im Flug, hinten eine silberne hersehende Eule.“ (Kommunale Wappenrolle Schleswig-Holstein)
32. ↑  Niesgrau: „Von Gold und Blau schräg geteilt. Oben ein grüner, aus drei Blättern und einer Eichel bestehender Eichenzweig, unten ein nach links schwimmender silberner Fisch.“ (Kommunale Wappenrolle Schleswig-Holstein)
33. ↑  Pommerby: „Über blauem Wellenschildfuß, darin eine übereck gestellte silberne Egge, in Gold ein wachsender, von Rot und Silber dreimal geteilter Leuchtturm mit zwei umlaufenden Galerien unterhalb des spitzen Helms.“ (Kommunale Wappenrolle Schleswig-Holstein)
34. ↑  Rabel: „Über einem blauen Schildfuß, darin ein nach links offener goldener Heringszaun mit zwei goldenen Fischen hintereinander, in Silber ein golden bewehrter blauer Fischreiher mit einem goldenen Fisch im Schnabel.“ (Kommunale Wappenrolle Schleswig-Holstein)
35. ↑  Rabenholz: „Auf stark abgeflachtem goldenen Hügel, darin zwei einander zugewendete schwarze Raben, in Blau vier unbelaubte silberne Bäume, deren Kronen im oberen Schildrand verschwinden.“ (Kommunale Wappenrolle Schleswig-Holstein)
36. ↑  Stangheck: „Von Blau und Gold erhöht geteilt. Oben ein goldenes Hecktor, unten ein schwarzes Hirschgeweih mit goldenem Grind.“ (Kommunale Wappenrolle Schleswig-Holstein)
37. ↑  Steinberg: „Über blauen und silbernen Wellen schräglinks geteilt von Blau und Gold. Oben nebeneinander ein abnehmender silberner Mond und ein achtstrahliger silberner Stern, unten eine fliegende blaue Möwe.“ (Kommunale Wappenrolle Schleswig-Holstein)
38. ↑  Steinbergkirche: „Von Blau und Gold im Zinnenschnitt geteilt. Oben ein goldener Siebenstern, unten über blau-silbernen Wellen ein flacher grüner Fünfberg.“ (Kommunale Wappenrolle Schleswig-Holstein)
39. ↑  Sterup: „In Grün ein schräglinker silberner Wellenbalken. Im goldenen Schildfuß der schwarze Steruper Allmanns-Schleef.“ (Kommunale Wappenrolle Schleswig-Holstein)
40. ↑  Stoltebüll: „Von Silber und Grün schräglinks geteilt. Oben ein Lindenblatt mit einem Samenstand, unten eine schräglinks mit dem Blatt nach außen gestellte Sense, beide Figuren in verwechselten Farben.“ (Kommunale Wappenrolle Schleswig-Holstein)
41. ↑  Amt Haddeby: „Von Gold und Blau im Wellenschnitt geteilt. Oben ein linksgewendetes Wikingerschiff mit geblähtem Segel, unten eine Glocke in verwechselten Farben. Die Glocke trägt in Runenschrift die Aufschrift HAITHABU.“ (Kommunale Wappenrolle Schleswig-Holstein)
42. ↑  Borgwedel: „Auf Gold eine erhöhte, eingebogene und oben verstutzte blaue Spitze, belegt mit zwei dem Bogen folgenden silbernen Pfahlreihen, unten ein silbernes Großsegel mit Spinnaker.“ (Kommunale Wappenrolle Schleswig-Holstein)
43. ↑  Busdorf: „In Blau unter zwei goldenen Löwen hintereinander der goldene Busdorfer Runenstein.“ (Kommunale Wappenrolle Schleswig-Holstein)
44. ↑  Dannewerk: „In Gold über einer wachsenden roten Ziegelmauer zwei aufrechte einander zugewendete rote Ochsenhörner, deren Spitzen sich kreuzen.“ (Kommunale Wappenrolle Schleswig-Holstein)
45. ↑  Fahrdorf: „In Silber über blau-silbernen Wellen ein roter Fährkahn, der oben mit einer roten Signalbake bestekt ist. Diese besteht aus einem Mast, der an der Spitze einen kugelförmigen Korb trägt. Den Mast überdecken zwei gekreuzte rote Ruder.“ (Kommunale Wappenrolle Schleswig-Holstein)
46. ↑  Geltorf: „Von Silber und Rot durch einen blau-silbernen Wellenbalken schräglinks geteilt. Oben ein sitzender, natürlich tingierter Eisvogel in Halbrückenansicht, unten zwei goldene Brakteaten, die untere etwas größer.“ (Kommunale Wappenrolle Schleswig-Holstein)
47. ↑  Jagel: „In Grün eine bewurzelte, fruchttragende silberne Doppeleiche, deren beide Äste einen goldenen Adler einschließen, dessen linke Schwinge mit den Federn nach oben weist.“ (Kommunale Wappenrolle Schleswig-Holstein)
48. ↑  Lottorf: „Zwischen einer goldenen Doppelflanke, begrenzt von je einem schmalen blauen Pfahl, ein schwarzer Birkhahn mit rotem Kamm und Schnabel über einer schwebenden roten Torfmauer.“ (Kommunale Wappenrolle Schleswig-Holstein)
49. ↑  Selk: „Von Gold und Blau schräglinks geteilt, oben eine grüne Kopfweide, unten ein schräggestelltes unterhalbes achtspeichiges silbernes Mühlrad.“ (Kommunale Wappenrolle Schleswig-Holstein)
50. ↑  Ausacker: „Durch einen silbernen Wellenbalken von Blau und Rot schräglinks geteilt. Oben ein frontal gestellter goldener Ochsenkopf, unten zwei geöffnete silberne Bucheckern.“ (Kommunale Wappenrolle Schleswig-Holstein)
51. ↑  Freienwill: „Geteilt von Blau und Gold. Oben ein aus einem Blatt und zwei Früchten bestehender Eichenzweig zwischen zwei begrannten Getreideähren, unten eine aus Granitquadern gemauerte, oben mit einem schwarzen eisernen Geländer versehene Brücke in verwechselten Farben.“ (Kommunale Wappenrolle Schleswig-Holstein)
52. ↑  Großsolt: „In Grün eine goldene Hausmarke in Form eines gestürzten, aus sechs Rauten bestehenden lateinischen Gitterkreuzes, von denen diejenige, welche die Kreuzungsstelle bildet, vergrößert ist.“ (Kommunale Wappenrolle Schleswig-Holstein)
53. ↑  Hürup: „In Grün ein wachsendes goldenes Kirchturmdach mit Laterne und Wetterhahn, rechts davon ein goldenes sechsspeichiges Wagenrad, links davon ein goldenes Buchenblatt.“ (Kommunale Wappenrolle Schleswig-Holstein)
54. ↑  Husby: „In Blau ein goldenes, auf senkrecht gegliedertem Unterbau stehendes, tür- und fensterloses Holzhaus in Stabbautechnik mit flachgiebligem, beidseitig von einem Kreuz flankierten Schindeldach.“ (Kommunale Wappenrolle Schleswig-Holstein)
55. ↑  Arnis: „Unter goldenem Schildhaupt, darin eine liegende blaue Netznadel zwischen zwei aufrechten blauen Lindenblättern, in Blau ein einmastiges goldenes Segelschiff mit voller Besegelung, Flagge und Wimpel.“ (Kommunale Wappenrolle Schleswig-Holstein)
56. ↑  Grödersby: „Über einem blau-silbernen Wellenschildfuß in Grün eine goldene begrannte Ähre begleitet rechts von einem linksgewendeten, links von einem rechtsgewendeten dreieckigen, geblähten silbernen Segel.“ (Kommunale Wappenrolle Schleswig-Holstein)
57. ↑  Oersberg: „Erhöht geteilt von Gold und Grün durch einen abgeflachten grünen Dreiberg. Oben drei grüne Laubblätter, unten ein aufgeschlagenes goldenes Buch überdeckt mit einer goldenen Ähre.“ (Kommunale Wappenrolle Schleswig-Holstein)
58. ↑  Rabenkirchen-Faulück: „In Gold ein an der Wurzel gespaltener grüner Eichbaum mit sieben Blättern und zwei silbernen Eicheln, begleitet in halber Höhe beiderseits von je einem dem anderen zugewendeten schwarzen Raben.“ (Kommunale Wappenrolle Schleswig-Holstein)
59. ↑  Amt Kropp-Stapelholm: „Von Gold und Blau im Wellenschnitt geteilt. Oben ein roter Ochsenkopf, unten ein goldener Dingstock.“ (Kommunale Wappenrolle Schleswig-Holstein)
60. ↑  Alt Bennebek: „In Gold zwischen zwei blauen Wellenbalken schräg gekreuzt ein roter Torfspaten und ein roter Torfstecher (Torfgeschirr), begleitet beiderseits von einem aufrechten grünen Eichenblatt.“ (Kommunale Wappenrolle Schleswig-Holstein)
61. ↑  Bergenhusen: „In Grün ein natürlich tingierter Storch, dessen rechter Ständer angehoben ist und dessen linker zwei silberne Wellenfäden überdeckt.“ (Kommunale Wappenrolle Schleswig-Holstein)
62. ↑  Börm: „Mit aufgebogener Teilungslinie von Grün und Gold geviert. Oben in verwechselten Farben die Giebelseite eines kleinen Bauernhauses (Kolonistenhaus), unten gekreuzt und mit den Eisen nach oben zwei Spaten, ebenfalls in verwechselten Farben.“ (Kommunale Wappenrolle Schleswig-Holstein)
63. ↑  Dörpstedt: „Von Silber und Grün im Wellenschnitt geteilt. Oben ein natürlich tingierter Birkhahn in Imponierhaltung, unten ein unterhalbes silbernes Wagenrad.“ (Kommunale Wappenrolle Schleswig-Holstein)
64. ↑  Erfde: „In Grün eine goldene Bauernglocke, bestehend aus einem wachsenden, oben gegabelten Stamm, verziertem Riegel und dem an diesem befestigten Glockenkörper; dem Stamm hinterlegt zwei silberne Wellenleisten.“ (Kommunale Wappenrolle Schleswig-Holstein)
65. ↑  Groß Rheide: „Im Wellenschnitt von Silber und Grün geteilt. Oben mit den Stengeln sich überkreuzend drei Eichenblätter über zwei Eicheln, unten drei begrannte Getreideähren in verwechselten Farben.“ (Kommunale Wappenrolle Schleswig-Holstein)
66. ↑  Klein Bennebek: „In Gold ein rotes Bauernhaus (Frontalansicht) zwischen zwei blauen Wellenbalken, begleitet beiderseits von einem aufrechten grünen Eichenblatt.“ (Kommunale Wappenrolle Schleswig-Holstein)
67. ↑  Klein Rheide: „In Grün über einem gesenkten goldenen Wellenbalken ein silberner, schwarz gezeichneter Kiebitz; im linken Obereck eine sechsährige goldene Garbe.“ (Kommunale Wappenrolle Schleswig-Holstein)
68. ↑  Kropp: „Von Gold und Grün schräglinks geteilt. Oben ein frontal gestellter roter Ochsenkopf, unten drei silberne Eichenblätter nebeneinander.“ (Kommunale Wappenrolle Schleswig-Holstein)
69. ↑  Meggerdorf: „In Grün ein stark bewegtes, vorn S-förmiges, hinten M-förmiges schrägrechtes silbernes Band, begleitet oben von einem natürlich tingierten Kiebitz, unten von drei silbernen Rohrkolben mit schwarzen Samenständen.“ (Kommunale Wappenrolle Schleswig-Holstein)
70. ↑  Stapel: „Unter dreimal eingebogenem goldenen Schildhaupt von Grün und Blau durch drei silberne Wellenfäden in Blau geteilt, darin ein aufrechter, kurzer, oben und unten mit einem Knauf abschließender, in der Mitte sich verdickender goldener Stab, der mit seiner unteren Hälfte die Wellenfäden überdeckt.“ (Kommunale Wappenrolle Schleswig-Holstein)
71. ↑  Tetenhusen: „Über grünem Schildfuß, darin ein silberner Wellenbalken, in Gold ein links gewendeter, kampfbereiter roter Fuchs. Im rechten Obereck ein unten verstutzter grüner Rohrkolben.“ (Kommunale Wappenrolle Schleswig-Holstein)
72. ↑  Tielen: „In Grün über zwei silbernen Wellenfäden ein goldenes Frachtschiff mit dreieckigem Vorsegel und viereckigem Großsegel am bewimpelten Mast.“ (Kommunale Wappenrolle Schleswig-Holstein)
73. ↑  Wohlde: „In Grün drei silberne Bäume in der Stellung 1 : 2, darunter zwei silberne Wellenbalken.“ (Kommunale Wappenrolle Schleswig-Holstein)
74. ↑  Amt Langballig: „In Blau zwischen zwei goldenen Wellenbalken ein schreitender goldener Löwe. “ (Kommunale Wappenrolle Schleswig-Holstein)
75. ↑  Dollerup: „Geteilt von Blau und Gold. Oben ein rot gezungter silberner Wolfskopf, unten ein rotes, zwei schräg gekreuzte schwarze Pfeile mit der Spitze nach unten überdeckendes Herz.“ (Kommunale Wappenrolle Schleswig-Holstein)
76. ↑  Grundhof: „Gespalten von Gold und Blau. Vorn ein blaues Ankerkreuz, hinten übereinander drei goldene Rosen mit blauen Butzen und grünen Kelchblättern.“ (Kommunale Wappenrolle Schleswig-Holstein)
77. ↑  Langballig: „Über rotem Schildfuß, darin ein linksgewendeter, räderloser silberner Pflug, von Silber und Blau gespalten. Vorn ein überhalbes rotes Mühlrad am Spalt, hinten ein dreieckiges, geblähtes silbernes Segel.“ (Kommunale Wappenrolle Schleswig-Holstein)
78. ↑  Munkbrarup: „Unter blauem Schildhaupt, darin ein schreitender, rot gezungter goldener Löwe, in Gold ein senkrecht gestellter blauer Rost mit dem Griff nach oben.“ (Kommunale Wappenrolle Schleswig-Holstein)
79. ↑  Ringsberg: „In Blau ein erhöhter, kegelförmiger goldener Berg, der mit einem aus vier Tragsteinen und einer Deckplatte bestehenden schwarzen Steingrab belegt ist. Darüber ein goldener Ring zwischen einer goldenen Garbe vorn und einem auswärts geneigten goldenen Eichenblatt hinten.“ (Kommunale Wappenrolle Schleswig-Holstein)
80. ↑  Wees: „Von Gold und Blau schräglinks geteilt. Oben eine schräglinks mit dem Blatt nach außen gestellte Sense, unten nebeneinander fünf beblätterte Rohrkolben in verwechselten Farben.“ (Kommunale Wappenrolle Schleswig-Holstein)
81. ↑  Westerholz: „Über gesenktem, mit zwei silbernen Wellenfäden belegtem Wellenschildfuß von Blau und Gold schräglinks geteilt. Oben ein Eichenblatt, unten ein achtspeichiges Wagenrad in vertauschten Farben.“ (Kommunale Wappenrolle Schleswig-Holstein)
82. ↑  Amt Mittelangeln: „Über silbernen Schildfuß, darin zwei blaue Wellenfäden, von Gold und Blau schräglinks geteilt. Oben, schräglinks aufrecht gestellt und mit dem blauen Blatt nach rechts, eine Sense mit rotem Schaft, unten ein goldenes Rad mit elf Speichen.“ (Kommunale Wappenrolle Schleswig-Holstein)
83. ↑  Mittelangeln: „Über einem leicht abgeflachten goldenen Dreiberg, darin zwei gekreuzte rote Torfspaten über einem grünen Buchenblatt, in Rot auf silbernem, rechtshin springendem Pferd ein silberner Gerüsteter, in der Linken einen vorgehaltenen silbernen Schild, in der Rechten eine silberne Lanze haltend.“ (Kommunale Wappenrolle Schleswig-Holstein)
84. ↑  Sörup: „Über silbernem Schildfuß, darin zwei blaue Wellenfäden, in Blau ein goldenes Rad mit elf Speichen.“ (Kommunale Wappenrolle Schleswig-Holstein)
85. ↑  Oeversee: „In Gold über einem durch einen silbernen Wellenfaden von Blau und Grün geteilten Schildfuß und diesen teilweise überdeckend der silberne, blau bedachte Turm der Oeverseer Kirche, in den Oberecken begleitet rechts von zwei gekreuzten schwarzen Säbeln, links von einem roten Mühlrad mit schwarzen Schaufeln.“ (Kommunale Wappenrolle Schleswig-Holstein)
86. ↑  Sieverstedt: „Von Blau und Grün durch einen schmalen goldenen Wellenbalken gesenkt geteilt. Oben ein goldenes Steingrab aus drei Tragsteinen und einem Deckenstein, belegt mit einer roten Mitra. In den Oberecken rechts von einem kleinen goldenen Amboss, links von einem kleinen goldenen Schlüssel begleitet.“ (Kommunale Wappenrolle Schleswig-Holstein)
87. ↑  Tarp: „In Blau auf goldenem Wellenbalken eine herschauende goldene Eule in Seitenansicht.“ (Kommunale Wappenrolle Schleswig-Holstein)
88. ↑  Böxlund: „Von Gold und Blau durch eine eingebogene halbe Spitze geteilt. Oben eine grüne geöffnete Buchecker und eine grüne über Eck gestellte Egge, unten ein silberner Eiskristall.“ (Kommunale Wappenrolle Schleswig-Holstein)
89. ↑  Großenwiehe: „Gesenkt geteilt von Gold und Blau. Oben eine stehende, silbern bewehrte Gabelweihe, unten ein Haferfruchtstand in verwechselten Farben.“ (Kommunale Wappenrolle Schleswig-Holstein)
90. ↑  Holt: „In Gold ein gesenkter, schrägrechter, gestümmelter schwarzer Eichenast, aus dem rechts ein aus drei grünen Blättern und zwei grünen Eicheln bestehender Zweig heraustreibt.“ (Kommunale Wappenrolle Schleswig-Holstein)
91. ↑  Hörup: „In Blau unter drei fünfstrahligen goldenen Sternen in der Stellung 1 : 2 eine goldene, beiderseits von steinernen Sockeln gestützte Holzbrücke, darunter acht goldene Wellenkämme in der Stellung 2 : 3 : 3.“ (Kommunale Wappenrolle Schleswig-Holstein)
92. ↑  Jardelund: „In Gold gekoppelt mit vier schmalen grünen Schragen ein großes grünes Quadrat, darin schräg gekreuzt ein goldener Dingstock und ein goldener Torfspaten.“ (Kommunale Wappenrolle Schleswig-Holstein)
93. ↑  Lindewitt: „Von Silber und Grün im Wellenschnitt geteilt. Oben ein aus einem Blatt und einem Samenstand mit fünf Samenkapseln gebildeter Lindenzweig, unten ein unterhalbes Wagenrad in verwechselten Farben.“ (Kommunale Wappenrolle Schleswig-Holstein)
94. ↑  Medelby: „In Grün eine gesenkte, eingebogene, gestürzte goldene Spitze, darauf ein grüner Erlenzweig; vorn ein schwebendes, geschliffenes goldenes Kreuz, hinten das schräggestellte goldene Flügelkreuz einer Windmühle.“ (Kommunale Wappenrolle Schleswig-Holstein)
95. ↑  Meyn: „Über blau-silbernen Wellen gespalten von Gold und Blau. Vorn ein halbes schwarzes Mühlrad am Spalt, hinten ein silberner, mit dem einen Ständer in den Wellen stehender Reiher.“ (Kommunale Wappenrolle Schleswig-Holstein)
96. ↑  Nordhackstedt: „Unter goldenem Schildhaupt, darin ein linksgewendeter, vorgeschichtlicher blauer Hakenpflug, in Blau ein deckelloses goldenes Butterfass mit darin stehendem goldenen Karnstock.“ (Kommunale Wappenrolle Schleswig-Holstein)
97. ↑  Osterby: „In Gold über einer roten Ziegelmauer im Schildfuß ein grüner Eichenzweig, bestehend aus zwei Blättern, die eine silberne Eichel einschließen.“ (Kommunale Wappenrolle Schleswig-Holstein)
98. ↑  Schafflund: „In Gold eine bewurzelte grüne Buche mit vier Fruchtständen, begleitet rechts von einem roten Mühlrad, links von einem nach links oben schwimmenden blauen Fisch.“ (Kommunale Wappenrolle Schleswig-Holstein)
99. ↑  Wallsbüll: „In Silber ein schräglinker blauer Wellenbalken, begleitet oben von einem grünen Eichenzweig mit zwei Eicheln, unten von einem schwarzen, räderlosen Pflug.“ (Kommunale Wappenrolle Schleswig-Holstein)
100. ↑  Weesby: „In Grün unter drei goldenen Erlenblättern nebeneinander ein silberner Amboss.“ (Kommunale Wappenrolle Schleswig-Holstein)
101. ↑  Böklund: „Von Blau und Gold schräglinks geteilt. Oben ein rot bewehrter, schreitender goldener Löwe, unten eine bewurzelte grüne Buche mit Früchten.“ (Kommunale Wappenrolle Schleswig-Holstein)
102. ↑  Brodersby-Goltoft: „Von Blau und Gold schräg geviert. Oben eine silberne Möwe im Flug, unten in Frontalansicht der abwechselnd silbern und schwarz geplankte Steven eines Schiffes.“ (Kommunale Wappenrolle Schleswig-Holstein)
103. ↑  Havetoft: „Von Silber und Gold durch einen roten Schrägwellenbalken geteilt. Oben ein roter Pferdekopf mit silberner Blesse und unten ein rotes Hecktor“ (Kommunale Wappenrolle Schleswig-Holstein)
104. ↑  Idstedt: „Über blau-goldenem Wellenschildfuß in Gold eine grüne zweistämmige Eibe, rechts und links begleitet von drei bogenförmig untereinander stehenden grünen Findlingen.“ (Kommunale Wappenrolle Schleswig-Holstein)
105. ↑  Klappholz: „Von Blau und Grün durch einen Bogen aus einander zugewandten liegenden goldenen Ähren geteilt zum Schildhaupt. Oben eine goldene Frontalansicht eines Kolonistenhauses, unten ein goldenes Lyngby-Beil.“ (Kommunale Wappenrolle Schleswig-Holstein)
106. ↑  Neuberend: „In Silber ein blauer Schrägwellenbalken, begleitet oben von einem grünen Eichenzweig, unten von einer einwärts gewendeten, schräggestellten, gestürzten roten Heidesense und einem schräggestellten roten Torfspaten.“ (Kommunale Wappenrolle Schleswig-Holstein)
107. ↑  Nübel: „Über blau-goldenen Wellen in Gold ein bewurzelter blauer Eichbaum, dessen Stamm sich unterhalb der Mitte in drei gleichmäßig starke Äste teilt.“ (Kommunale Wappenrolle Schleswig-Holstein)
108. ↑  Schaalby: „Von Rot und Blau durch einen silbernen Wellenbalken geteilt. Oben ein linksgewendetes, besegeltes silbernes Wikingerschiff, unten ein silberner Fisch.“ (Kommunale Wappenrolle Schleswig-Holstein)
109. ↑  Stolk: „In Gold ein gesenkter zerbrochener blauer Bogenbalken zum Schildhaupt, darüber ein grüner Eichenzweig mit drei fächerförmig gestellten Blättern und je einer Eichel außen, unten ein grüner Schwungpflug.“ (Kommunale Wappenrolle Schleswig-Holstein)
110. ↑  Struxdorf: „In Silber eine grüne Eiche.“ (Kommunale Wappenrolle Schleswig-Holstein)
111. ↑  Süderfahrenstedt: „In Grün ein gold-blau gesäumter breiter schräglinker silberner Wellenbalken, belegt mit zwei blauen Rädern.“ (Kommunale Wappenrolle Schleswig-Holstein)
112. ↑  Taarstedt: „In Grün ein schräglinker silberner Wellenbalken, überdeckt mit einem schräggestellten, gestürzten goldenen Thorshammer. “ (Kommunale Wappenrolle Schleswig-Holstein)
113. ↑  Tolk: „In Blau zwischen zwei grannenlosen goldenen Weizenähren das silberne Taufbecken der Tolker Kirche mit wassergefüllter goldener Taufschale. Im goldenen Schildfuß mit geschwungener, ein Tal zwischen zwei Hügeln andeutender, Teilungslinie eine blaue Wellenleiste.“ (Kommunale Wappenrolle Schleswig-Holstein)
114. ↑  Twedt: „Von Blau und Gold schräglinks geteilt, darauf ein Welleninnenbord und eine Urne in verwechselten Farben.“ (Kommunale Wappenrolle Schleswig-Holstein)
115. ↑  Uelsby: „Von Grün, Gold und Silber durch zwei aneinander geschobene gold-blaue Göpel geteilt. Unten eine schwarze Kirche.“ (Kommunale Wappenrolle Schleswig-Holstein)
116. ↑  Amt Süderbrarup: „Über blauem Wellenschildfuß, darin ein goldener Schleischnäpel, in Gold ein blaues Wagenrad mit drei wie eine Triskele geformten Speichen, links und rechts begleitet von je einer blauen Ähre.“ (Kommunale Wappenrolle Schleswig-Holstein)
117. ↑  Böel: „Durch einen blau-goldenen Wellenpfahl von Gold und Grün gespalten. Rechts ein grünes Flügelkreuz einer Windmühle, links ein goldener Lindenfruchtstand.“ (Kommunale Wappenrolle Schleswig-Holstein)
118. ↑  Boren: „In Gold zwischen zwei blauen Wellenbalken ein blauer Fisch (Schleischnäpel), darüber ein blaues fünfspeichiges Wagenrad, begleitet rechts von einer grünen fünfhalmigen Garbe, links von einem grünen Eichenblatt, belegt mit drei goldenen Eicheln.“ (Kommunale Wappenrolle Schleswig-Holstein)
119. ↑  Loit: „Von Gold und Grün schräglinks geteilt, oben ein blauer Wellenbalken mit blauem Waschzuber, unten zwei geöffnete goldene Rapsblüten.“ (Kommunale Wappenrolle Schleswig-Holstein)
120. ↑  Mohrkirch: „In Gold ein blaues Antoniuskreuz, beiderseits begleitet von je einem grünen Eichenblatt.“ (Kommunale Wappenrolle Schleswig-Holstein)
121. ↑  Norderbrarup: „Im oben rechts mit einem goldenen Hufeisen, oben links mit einer goldenen Urne belegten, blauen Schild eine erhöhte und abgeflachte goldene Wellenspitze nach Art eines barocken Giebels, darin unter ein blauer Glockenturm, belegt mit einer goldenen Glocke.“ (Kommunale Wappenrolle Schleswig-Holstein)
122. ↑  Rügge: „In Grün auf einem goldenen Hügel, darin ein schwarz-silbernes Angler Sattelschwein, ein goldener emporwachsender Ast mit drei Eichenblättern, darüber ein goldener Angelner Dreiseithof.“ (Kommunale Wappenrolle Schleswig-Holstein)
123. ↑  Steinfeld: „Geteilt. Oben in Blau drei goldene Ähren nebeneinander, unten in Gold zwei schwarze Steine über einer golden verzierten schwarzen Urne.“ (Kommunale Wappenrolle Schleswig-Holstein)
124. ↑  Süderbrarup: „In Blau ein kreisrundes, vorgeschichtliches goldenes Schmuckstück, bestehend aus einem breiten äußeren und einem mit diesem durch vier Stege verbundenen, schmaleren inneren Ring, der einen sogenannten Dreiwirbel einschließt.“ (Kommunale Wappenrolle Schleswig-Holstein)
125. ↑  Ulsnis: „Über erhöhtem blauen Wellenschildfuß, darin ein goldenes Segelboot, in Gold ein grüner abgebrochener Krummstab, rechts und links begleitet von je zwei grünen Ähren.“ (Kommunale Wappenrolle Schleswig-Holstein)
126. ↑  Wagersrott: „In Blau eine goldene Spitze, darin ein schwarzes Fachhallenhaus. Oben rechts ein goldener Baumstumpf mit Eichenschößling, oben links ein goldener Pferdekopf.“ (Kommunale Wappenrolle Schleswig-Holstein)
127. ↑  Amt Böklund: „Von Blau und Rot durch einen silbernen mit sieben roten Perlen belegten Schräglinksbalken geteilt, oben ein leicht schräg gestellter auffliegender rot bewehrter silberner Mäusebussard, unten ein aufrechtes silbernes Rotbuchenblatt.“ (Kommunale Wappenrolle Schleswig-Holstein)
128. ↑  Amt Gelting: „Von Blau und Gold schräglinks geteilt. Oben, aus dem oberen Schildrand hervorbrechend, eine strahlende Sonne, unten zehn stilisierte, in drei Gruppen von zwei, drei und fünf Gliedern zusammengestellte Möwen im Flug in verwechselten Farben.“ (Kommunale Wappenrolle Schleswig-Holstein)
129. ↑  Amt Satrup: „In Gold eine blaue Sense mit rotem Schaft.“ (Kommunale Wappenrolle Schleswig-Holstein)
130. ↑  Amt Schuby: „Unter einem grünen Weckenbalken mit fünf Wecken in Gold ein frontal gestellter roter Ochsenkopf.“ (Kommunale Wappenrolle Schleswig-Holstein)
131. ↑  Amt Stapelholm: „Von Gold und Blau geteilt, darauf ein aufrechter, kurzer, oben und unten mit einem Knauf abschließender, in der Mitte sich verdickender Stab in verwechselten Farben.“ (Kommunale Wappenrolle Schleswig-Holstein)
132. ↑  Boren: „In von Blau gesäumtem Gold ein blaues Balkenkreuz. 1 ein blaues Flügelkreuz, 2 ein blauer Eichenzweig mit einer Eichel und zwei Blättern, 3 zwei blaue Fische übereinander und 4 drei schwebende blaue Wellenbalken.“ (Kommunale Wappenrolle Schleswig-Holstein)
133. ↑  Brebel: „In Gold unten zwischen zwei blauen Wellenbalken ein blauer Wellenfaden, oben ein grünes vierblättriges Kleeblatt mit einem aufgelegten goldenen Fadenkreuz als Blattadern.“ (Kommunale Wappenrolle Schleswig-Holstein)
134. ↑  Ekenis: „In Blau eine goldene Spitze, darin ein grünes, leicht schräglinks gestelltes Eichenblatt, belegt mit drei silbernen Eicheln.“ (Kommunale Wappenrolle Schleswig-Holstein)
135. ↑  Goltoft: „Von Gold und Blau im Wellenschnitt gesenkt geteilt. Oben zwei fächerförmig gestellte grüne Eichenblätter, deren Stiele durch ein verknotetes grünes Band zusammengehalten werden, unten ein silberner Fisch.“ (Kommunale Wappenrolle Schleswig-Holstein)
136. ↑  Handewitt: „Von Gold und Blau erhöht geteilt. In verwechselten Farben oben ein schreitender Löwe, unten sechs mit den Halmen aneinander gestellte begrannte Getreideähren, die Halme überdeckt mit einem Hufeisen, dessen Stollen nach oben gekehrt sind.“ (Kommunale Wappenrolle Schleswig-Holstein)
137. ↑  Havetoftloit: „In Gold ein blauer Zinnenflachsparren begleitet oben von einem liegenden roten Schwert, unten von zwei gekreuzten roten Torfspaten.“ (Kommunale Wappenrolle Schleswig-Holstein)
138. ↑  Hürup: „In Grün ein wachsendes mit einer grünen Lilie belegtes goldenes Kirchturmdach mit Laterne und Wetterhahn, rechts und links begleitet von je einem goldenen dreiblättrigen Kleeblatt.“ (Kommunale Wappenrolle Schleswig-Holstein)
139. ↑  Jarplund-Weding: „In Gold ein grüner Torfspaten, aus dessen Schaftmitte beiderseits ein grüner Eichenzweig, bestehend aus jeweils einer Eichel zwischen zwei Blättern, ausschlägt.“ (Kommunale Wappenrolle Schleswig-Holstein)
140. ↑  Kiesby: „In Blau ein silberner Dreiblatt-Rotor eines Windrades, die Spitzen den Schildrand stoßend, die Rotornabe überdeckt von einem silbernen Wagenrad. Oben rechts ein goldener Apfel, oben links ein goldener Amboss, unten vier gefächerte goldene Kornähren.“ (Kommunale Wappenrolle Schleswig-Holstein)
141. ↑  Maasbüll: „Über schwarzen Sturzgiebelschildfuß - darüber ein aufliegendes grünes Wagenrad - von Grün und Gold durch ein Flammenschwert in verwechselten Farben schräglinks geteilt. Oben rechts eine goldene, unten links eine grüne Ähre.“ (Kommunale Wappenrolle Schleswig-Holstein)
142. ↑  Norderstapel: „Unter dreimal eingebogenem goldenen Schildhaupt in Grün ein aufrechter, kurzer, oben und unten mit einem Knauf abschließender, in der Mitte sich verdickender goldener Stab, der mit seiner unteren Hälfte einen silbernen Wellenbalken überdeckt.“ (Kommunale Wappenrolle Schleswig-Holstein)
143. ↑  Quern: „Über blau-silbernen Wellen auf grünem Dreiberg stehend in Gold ein roter Turm mit geöffnetem Tor im breiteren Sockel, großem runden Fenster im schlankeren hohen Mittelgeschoss und drei Fenstern im breiteren, bezinnten Obergeschoss; auf diesem ein spitz bedachtes Türmchen, zwischen einem mit dem Griff nach oben gestellten roten Rost rechts und einem steigenden blauen Mond unter einem achtstrahligen blauen Stern links.“ (Kommunale Wappenrolle Schleswig-Holstein)
144. ↑  Sankelmark: „Über blauem, mit zwei goldenen Wellenfäden belegten Wellenschildfuß von Blau und Gold schräglinks geteilt, oben eine goldene Pflugschar, unten ein blaues aus vier Tragsteinen und zwei Deckplatten bestehendes Steingrab.“ (Kommunale Wappenrolle Schleswig-Holstein)
145. ↑  Satrup: „In Rot auf silbernem, rechtshin springendem Pferd ein silberner Gerüsteter, in der Linken einen vorgehaltenen silbernen Schild, in der Rechten eine silberne Lanze haltend.“ (Kommunale Wappenrolle Schleswig-Holstein)
146. ↑  Steinbergkirche: „In Blau ein gesenkter silberner Schragen. Darüber ein abnehmender goldener Mond und ein goldener Stern nebeneinander.“ (Kommunale Wappenrolle Schleswig-Holstein)
147. ↑  Süderstapel: „In Blau ein aufrechter, kurzer, oben und unten mit einem Knauf abschließender, in der Mitte sich verdickender goldener Stab, der mit seiner unteren Hälfte drei silberne Wellenfäden überdeckt.“ (Kommunale Wappenrolle Schleswig-Holstein)
148. ↑  Gemeinde: „Von einer gestürzten eingebogenen Spitze gesenkt geteilt, oben in Gold ein schwarzes Bahnhof-Empfangsgebäude, unten in Blau zwei auswärts weisende silberne Buchenblätter.“ (Kommunale Wappenrolle Schleswig-Holstein)